# Kuznetsov NK-32
Il Kuznetsov NK-32 (anche noto come NK-321) è un motore aeronautico turboventola sviluppato a partire dagli anni settanta in Unione Sovietica per equipaggiare una classe di bombardieri strategici supersonici.
È il motore con la più alta spinta mai installato su velivoli militari.

## Storia del progetto
All'origine della richiesta di un motore ad alta spinta per regimi di volo supersonici, ci fu, nel 1967, la decisione presa dal consiglio dei ministri dell'URSS di sviluppare un bombardiere strategico supersonico. Le due proposte presentate dalla OKB Sukhoi e dalla Myasishchev (ОКБ Сухого, ОКБ Мясищева) non ebbero seguito a causa degli elevati costi di sviluppo per un velivolo che avrebbe dovuto soddisfare delle specifiche molto onerose da un punto di vista progettuale, tra cui una velocità di crociera compresa tra 3200 e 3500 km/h ad una quota di 18 km e un raggio d'azione di 12000 – 13000 km.
Nel 1970 l'OKB Tupolev iniziò lo studio di un bombardiere strategico denominato 160M. Come base di partenza fu preso il Tupolev Tu-144 (il primo aereo supersonico passeggeri), con l'idea di installare i nuovi motori Kolesov RD-36-51, gli stessi montati sul Tu-144D. La gara indetta dall'aeronautica sovietica vide però l'esclusione di questo velivolo perché ritenuto troppo simile al Tu-144. Fu deciso quindi di affidare lo sviluppo del progetto vincitore dalla Sukhoi (che però era impegnata nello sviluppo di quello che diventerà il Sukhoi Su-27) alla Tupolev, che aveva comunque acquisito una discreta esperienza nella crociera supersonica con il suo Tu-144.
La prima versione di questo nuovo velivolo denominato Tu-160 prevedeva l'installazione di quattro motori Kuznetsov NK-25. L'alto consumo specifico, però, ne limitava fortemente il raggio d'azione. Tra il 1974 ed il 1975, una serie di direttive del consiglio dei ministri sovietico incaricarono la Kuznetsov di sviluppare un nuovo motore di pari spinta ed ingombri (in modo da non stravolgere il disegno originario del Tu-160) ma più parco nei consumi, l'NK-32.
Il prototipo iniziò a girare al banco nel 1980, mentre l'anno successivo fu testato in volo, montato sotto la fusoliera di un Tu-142LL. La versione definitiva vide la luce nel 1983, mentre la produzione in serie iniziò tra il 1985 ed il 1986. A causa degli elevati costi del programma Tu-160, dei previsti 400 esemplari furono costruiti circa 250 NK-32. La linea produttiva fu chiusa nel 1992, mentre alcuni accessori continuarono ad essere costruiti fino al 1994.
La riattivazione delle linee produttive dell'NK-32 opportunamente migliorate con nuove attrezzature e strumentazione digitale era inizialmente prevista per il 2013 presso lo stabilimento di Samara ma il ritardo nell'erogazione di finanziamenti hanno portato allo slittamento del programma che coinvolge il riammodernamento della flotta di bombardieri TU-160.

## Tecnica
Il motore è costituito da tre gruppi compressore-turbina collegati da tre alberi motore concentrici. La camera di combustione è di tipo anulare. L'NK-32 è gestito da un sistema di controllo digitale a due canali con un controllo idromeccanico di riserva.

### Compressore
Il gruppo di bassa pressione del compressore è costituito da una ventola a tre stadi seguita da cinque stadi di compressore intermedio e sette stadi di compressore di alta pressione. Il rapporto tra la massa di aria che attraversa unicamente i tre stadi fan e quello che prosegue anche per i gruppi intermedio e di alta pressione è di 1,4 ad uno. L'impiego di tre alberi indipendenti consente, al costo di una maggiore complessità costruttiva, una gestione delle velocità di rotazione delle palette più fine, ottimizzando rendimenti e prestazioni di compressione.
Il modulo relativo al compressore (del peso complessivo di circa 365 kg) è costruito facendo largo uso di titanio, acciaio e, negli stadi di alta pressione, dove le temperature sono maggiori, leghe di nichel. Per ridurre l'impronta radar, le palette del primo stadio del fan hanno una geometria tale da riflettere le onde radar contro le pareti della presa d'aria rivestite di materiale radar-assorbente.

### Turbina
La temperatura di ingresso in turbina è di circa 1375 °C. Lo stadio di turbina di alta pressione (che muove i sette stadi del compressore di alta) ha le palette costruite in grano monocristallino per meglio resistere agli stress termici e meccanici. Uno stadio di turbina intermedio è invece collegato ai cinque stadi del compressore, mentre, due stadi di turbina di bassa pressione muovono il fan.

### Postbruciatore ed ugello di scarico
A valle della turbina è disposto il postbruciatore, disegnato per ridurre l'impronta infrarossa e l'emissione di fumo allo scarico. Chiude il motore un ugello di scarico convergente-divergente a geometria variabile con un diametro esterno che può variare, a seconda delle condizioni di funzionamento del motore tra i 970 ed i 1760 mm.

## Velivoli utilizzatori

### Attuali
Russia
- Tupolev Tu-160

### Precedenti
Russia
- Tupolev Tu-144 LL

 Unione Sovietica
- Tupolev Tu-160